# Operation Ivy
Operation Ivy was een invloedrijke ska-punkband uit San Francisco. De band bestond uit Jesse Michaels (zang), Tim Armstrong (zang, gitaar), Matt Freeman (basgitaar, achtergrondzang) en Dave Mello (drums, achtergrondzang). De naam is afkomstig van Operation Ivy, een serie van nucleaire testen. De band was actief van 1987 tot 1989.

## Geschiedenis

### Achtergrond
In de tweede helft van de jaren 1980 ontstond er een punkscene in de Bay Area. Er waren meerdere bands die alle optraden in het poppodium Alternative Music Foundation (AMF) dat roemrucht was in die scene. Overigens zou Operation Ivy later het sterkst met AMF, ook bekend als "924 Gilman Street" of "Gilman", geassocieerd worden. In 1985 werd Basic Radio opgericht, met onder andere Tim Armstrong en Matt Freeman. De band speelde een mix van verschillende punk- en skagenres. Toen Basic Radio werd opgeheven, wilde Amstrong zich puur op punk concentreren. In mei 1987 richtte hij samen met Freeman, Jesse Michaels en Dave Mello Operation Ivy op. De naam is afkomstig van een reeks van kernproeven in 1952. Hun thuisbasis was in Berkeley.

### Eerste shows en opnames
Het eerste optreden van de band was op 16 mei 1987 in Mello's garage. Een dag later openden ze voor Gang Green en MDC in Gilman. De band tekende al snel na de oprichting, in januari 1988, bij het plaatselijke label Lookout!. Nog dat jaar werd de ep Hectic uitgebracht, het eerste ska-core-werk ooit. Het werd een van de beste werken die Lookout! uitbracht. Operation Ivy groeide uit tot een van de populairste bands uit de Gilman-scene. Er volgde een tournee door het land waarbij ze eerst kleine punkpodia aandeden, maar vanaf half 1988 raakten ook shows in steeds grotere podia uitverkocht. In december verscheen de band op twee verzamelalbums; de Lookout!-sampler The thing that ate Floyd en Turn it around!, een sampler van het punktijdschrift Maximumrocknroll.

### Studioalbum
Tijdens hun tournee merkten de bandleden dat het publiek positief reageerde op meer op ska georiënteerde nummers. Ze schreven nieuwe nummers en bij thuiskomst hadden ze genoeg materiaal voor een volwaardig album. Radley Hirsch, een geluidstechnicus van Gilman, nam de nummers in eerste instantie op maar het uitgebreide en tijdrovende proces leverde niet het resultaat op waar de bandleden achter stonden. Ze weken uit naar Kevin Army met wie de band eerder had samengewerkt voor de opnames van Turn it around! en Hectic. In januari 1989, bijna vier maanden nadat de opnames met Hirsch startten, werd het album in acht uur opgenomen. Twee maanden later werd Energy uitgebracht.

### Opheffing
Operation Ivy had een reputatie opgebouwd als een uitstekende liveband. Ze kregen een platencontract aangeboden door EMI, maar vanwege hun DIY-houding en focus op lokale scenes kozen ze ervoor de handdoek in de ring te gooien in plaats van voor het grote geld te gaan. Op 28 mei 1989 gaven ze hun laatste optreden, wat tevens het eerste optreden was van Green Day onder die naam in Gilman. De show was oorspronkelijk bedoeld als releaseparty voor het album. Energy werd een symbool in de derde ska-revivalgolf. Na het uiteenvallen van de band gingen de leden elk hun eigen pad bewandelen. Michaels werd kortstondig zanger bij Big Rig waarna hij de muziekindustrie verliet. Mello voegde zich bij Schlong. Armstrong en Freeman richtten Rancid op in 1991, een band die later zelf groot zou worden in de punk. In 1992 werd de ep Plea for peace uitgebracht, op intiatief van een fan. De ep werd geproduceerd door Armstrong en Army. Plea for peace bevat nog niet eerder uitgebracht werk en werd uitgebracht op het kleine label M&E. Michaels, Mello en Freeman gaven samen met Pat Mello en Jason Hammon als Downfall in 1995 een album uit op Lookout!.

## Belang en invloed
Hoewel de band slechts kort bestond, was Operation Ivy van grote invloed in de punkscene. In 1991, twee jaar na het uiteenvallen van de band, bracht Lookout! het verzamelalbum Operation Ivy uit. Het album bevat alle nummers van Energy en Hectic plus de nummers Officer en I got no van de sampler Turn it around!. Het album wordt ook wel aangeduid als een heruitgave van Energy. In 1997 werd er een tribuutalbum uitgebracht, Take warning: The songs of Operation Ivy, met covers van de muziek van Op Ivy door andere punkbands. In 2007 kwam een geremasterde heruitgave van het verzamelalbum Operation Ivy op de markt, nu op het label Hellcat Records. In 2012 volgden heruitgaves van Hectic en Energy op gekleurd en transparant vinyl. In 2017 kwam de band voor in de documentaire Turn it around: The story of East Bay punk.

## Discografie

### Ep's
- Hectic, 1988
- Plea for peace, 1992

### Albums
- Energy, 1989
- Operation Ivy, 1991 (heruitgave van Energy met nummers van Hectic en Turn it around!)
- Operation Ivy, 2007 (geremasterde heruitgave)